# Stomatorhinus
Genre
Stomatorhinus est un genre de poisson de la famille des Mormyridés. Ce genre se rencontre en Afrique.

## Liste des espèces
Selon FishBase (31 mai 2015):
- Stomatorhinus ater Pellegrin, 1924
- Stomatorhinus corneti Boulenger, 1899
- Stomatorhinus fuliginosus Poll, 1941
- Stomatorhinus humilior Boulenger, 1899
- Stomatorhinus ivindoensis Sullivan & Hopkins, 2005
- Stomatorhinus kununguensis Poll, 1945
- Stomatorhinus microps Boulenger, 1898
- Stomatorhinus patrizii Vinciguerra, 1928
- Stomatorhinus polli Matthes, 1964
- Stomatorhinus polylepis Boulenger, 1899
- Stomatorhinus puncticulatus Boulenger, 1899
- Stomatorhinus schoutedeni Poll, 1945
- Stomatorhinus walkeri (Günther, 1867)

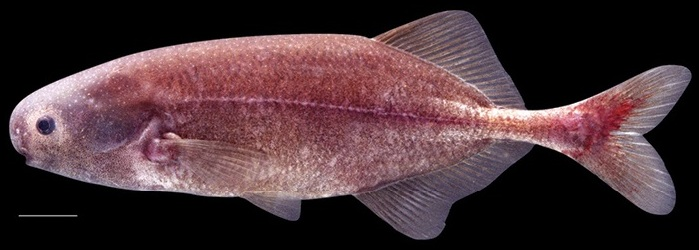
Photographie d'un Stomatorhinus walkeri